# Fátima (curta-metragem)
Fátima é um filme brasileiro de curta metragem de 2004, dirigido por Annete Ramershoven e Rossana Foglia.

## Sinopse
Fátima (Zezeh Barbosa) descobre que seu marido, Jean Marc (João Carlos Andreazza), está sendo infiel. Por mais dolorosa que seja essa situação, ela decide examinar o passado relembrando a sua trajetória.

## Elenco
- Zezeh Barbosa ... Fátima
- Ondina Castilho ... Luiza
- João Carlos Andreazza ... Jean Marc

## Produção
O curta-metragem é uma coprodução Escola de Arte Dramática da Universidade de São Paulo (ECA), através do Nudrama, o Núcleo de Dramaturgia Audiovisual, com o Centro Cultural São Paulo. Tanto o texto, como a direção, são assinados pela alemã Annette Ramershoven.